# Jakob Dubs
Jakob Dubs (Affoltern am Albis, 26 juli 1822 - Lausanne, 13 januari 1879) was een Zwitsers politicus.
Jakob Dubs bezocht het gymnasium en studeerde rechten aan de Universiteit van Bern. Hij nam in 1845 actief deel aan de Freischarenzügen (pogingen om de regering van het kanton Zürich omver te werpen) en de Sonderbund-oorlog (1847).
In 1847 werd Dubs namens de Radicale Partij (voorloper van de Vrijzinnig Democratische Partij in de Kantonsraad van Zürich gekozen. In 1849 werd hij landsadvocaat en lid van de Nationale Raad en was daarnaast ook als redacteur van de liberale Landboten werkzaam. Met steun van Alfred Escher werd hij in 1854 in de Regeringsraad en de van het kan Zürich gekozen (beheerder van het departement van Onderwijs). Hij deed in dit jaar tevens zijn intrede in de Kantonsraad. In 1856, 1858 en 1860 was hij voorzitter van de Regeringsraad.
Als opvolger van Jonas Furrer werd Jakob Dubs op 30 juli 1861 in de Bondsraad gekozen. Als tegenstander van de complete herziening van de grondwet in 1872 in centralistische zin (Dubs was gematigd federalistisch) trad Dubs op 28 mei 1872 uit de Bondsraad terug. Tijdens zijn ambtstermijn in de Bondsraad beheerde hij de volgende departementen:
- Departement van Justitie en Politie (1861-1863)
- Departement van Politieke Zaken (1864)
- Departement van Binnenlandse Zaken (1865)
- Departement van Justitie en Politie (1866)
- Departement van Posterijen (1867)
- Departement van Politieke Zaken (1868)
- Departement van Posterijen (1869)
- Departement van Politieke Zaken (1870)
- Departement van Binnenlandse Zaken (1871-1872)

Jakob Dubs was in 1863 en in 1867 vicepresident en in 1864, 1868 en 1870 - de jaren dat hij minister van Buitenlandse Zaken was - bondspresident.
Na zijn aftreden stichtte Dubs de Nationaal-Federalistische Partij en wist hij de tegenstanders van een totale herziening van de grondwet - conservatieven, federalisten, rooms-katholieken, antiliberalen - te verenigen tot een krachtige oppositie. Het was mede dankzij Dubs dat de herziening van de grondwet in centralistische zin in 1872 werd afgeblazen. In 1874 steunde hij echter wel de herziening van de grondwet, omdat zij nu niet centralistisch was. In hetzelfde jaar ging de nationaal-federalisten ter ziele omdat zij de Kulturkampf niet steunden en Dubs hiertegen was.
Van 1854 tot 1861 was Jakob Dubs al plaatsvervangend federaal rechter, in 1875 werd hij federaal rechter. 